# Coeliades anchises
Coeliades anchises là một loài bướm ngày thuộc họ Bướm nhảy. Nó được tìm thấy ở miền đông KwaZulu-Natal, Zimbabwe, Tanzania, từ Mozambique đến Somalia và ở Ethiopia.
Sải cánh dài 55–70 mm đối với con đực and 65–72 mm đối với con cái. Con trưởng thành bay từ tháng 10 đến tháng 3 ở miền nam châu Phi.
Ấu trùng ăn Triaspis glaucophylla và Dregea angolensis.

## Phụ loài
- Coeliades anchises anchises
- Coeliades anchises jucunda (Butler, 1881) (Socotra)